# Présentation générale du Missel romain
La Présentation générale du Missel romain (PGMR) — en latin Institutio Generalis Missalis Romani (IGMR) — est le document présentant la messe selon le rite romain (dans sa forme ordinaire). Elle en explique le sens général, le sens des différentes parties qui la composent et les dispositions intérieures qui conviennent pour y participer activement. Elle précise les paroles et les gestes à accomplir et qui viennent favoriser et manifester extérieurement ces dispositions intérieures.
D'abord publié en 1969 comme un document à part entière, il est mis en tête des éditions du Missel romain depuis 1970. La dernière édition date de 2002 et sa traduction en français de 2007. Le texte original en latin et sa traduction en français sont disponibles en ligne sur le site web du Vatican.

## Histoire
Dès le milieu du Ier siècle, on trouve des descriptions et des instructions concernant le rituel de la liturgie dans la Première lettre aux Corinthiens de saint Paul puis, quelques dizaines d'années plus tard, dans la Didachè. Aux IIIe et IVe siècles, la pratique liturgique est décrite dans de nombreux documents comme la Tradition apostolique attribuée à Hippolyte de Rome ou le De Sacramentis d'Ambroise de Milan. Dans l'Antiquité tardive, des sacramentaires contenant les prières de la messe sont spécialement rédigés pour les célébrants. En 1570, le concile de Trente promulgue une version standardisée du missel romain, dans un souci d'uniformisation, mais en confirmant cependant les rites différents ayant une certaine ancienneté. Le missel comporte des sections introductives consistant en des indications sur la manière de célébrer la messe. Aux XIXe et XXe siècles, de nombreuses recherches historiques et textuelles sur la liturgie sont menées. Au cours du concile Vatican II, à la suite de la promulgation de la constitution Sacrosanctum concilium en 1963, le pape Paul VI forme en 1964 la Commission spéciale pour la réalisation de la réforme de la liturgie (qui deviendra en 1969 la Congrégation pour le culte divin), dirigée par Annibale Bugnini. Les travaux de cette commission aboutissent en 1969 à la promulgation du nouveau missel romain et à la première édition de la Présentation générale du missel romain. Ce dernier document est ensuite repris et modifié en 1970 par la Congrégation pour le culte divin (devenue à partir de 1975 la Congrégation pour les sacrements et le culte divin à la suite de sa fusion avec la Congrégation pour la discipline des sacrements), puis réédité en 1972 (à la suite de la suppression du ministère de sous-diacre), en 1975 (à la suite de la deuxième édition du missel romain) et enfin en 2002 (à la suite de la troisième édition du missel romain).

## Importance
La PGMR est souvent convoquée comme la référence concernant les attitudes, les gestes et les réponses des fidèles pendant la messe.
Le site de la Conférence des évêques de France cite la PGMR comme l'un des documents essentiels à la compréhension de la messe.
Dans son exhortation apostolique Sacramentum caritatis, le pape Benoit XVI insiste sur l'importance d'une connaissance de la PGMR non seulement pour les prêtres, mais aussi pour les laïcs :

« Là où les prêtres et les responsables de la pastorale liturgique s'emploient à faire connaître les livres liturgiques et les normes liturgiques en vigueur, mettant en évidence les grandes richesses de la Présentation générale du Missel romain et de la Présentation des Lectures de la Messe, la célébration eucharistique en tire profit. Dans les communautés ecclésiales, on croit peut-être déjà les connaître et pouvoir porter un jugement éclairé sur elles, mais, souvent, il n'en est pas ainsi. En réalité, ces textes contiennent des richesses qui conservent et qui expriment la foi et le chemin du peuple de Dieu au long des deux millénaires de son histoire. Pour un ars celebrandi correct, il est tout aussi important d'être attentif à toutes les formes de langage prévues par la liturgie: parole et chant, gestes et silences, mouvements du corps, couleurs liturgiques des vêtements. En effet, la liturgie possède de par sa nature une variété de registres de communication qui lui permettent de parvenir à intégrer tout l'être humain. La simplicité des gestes et la sobriété des signes, effectués dans l'ordre et dans les moments prévus, communiquent et impliquent plus que le caractère artificiel d'ajouts inopportuns. L'attention et l'obéissance à la structure propre du rite, tout en exprimant la reconnaissance du caractère de don de l'Eucharistie, manifestent la volonté du ministre d'accueillir, avec une docile gratitude, ce don ineffable. »

## Contenu

### Préambule
Dans le préambule de la traduction française, Robert Le Gall explique en quoi le Missel Romain témoigne d'une foi inchangée (rappel de la nature sacrificielle de la messe, de la présence réelle du Christ dans l'eucharistie, de l'action du prêtre agissant en la personne du Christ, et du rôle important des fidèles qui s'unissent au sacrifice du Christ), manifeste une tradition ininterrompue (souci de puiser aux traditions liturgiques les plus anciennes), et constitue une adaptation aux conditions nouvelles (possibilité de célébrer en langue vernaculaire).

### Chapitre I - Importance et dignité de la célébration eucharistique
La messe est le centre de la vie chrétienne. En elle se trouve le sommet de l'action par laquelle Dieu sanctifie le monde. La célébration de la messe doit donc être réglée de manière que les prêtres et les fidèles en recueillent pleinement les fruits. Ce résultat est atteint par une participation consciente, pleine et active du corps et de l'esprit. Cette participation doit s'exprimer dans les formes et les éléments proposés par l'Eglise. L'exposition et l'explication de ces formes et de ces éléments est l'objet de la PGMR.
La célébration eucharistique constitue la principale fonction du prêtre. C'est pourquoi il lui est recommandé de célébrer chaque jour le sacrifice eucharistique. Serviteur de la liturgie, celui-ci ne peut de son propre chef ajouter, enlever ou changer quoi que ce soit dans la célébration de la messe.
Dans ce même souci d'une participation active et fructueuse à l'eucharistie, l'évêque doit veiller à la dignité des célébrations elles-mêmes, notamment par la beauté de l’espace sacré, de la musique et des œuvres d’art.

### Chapitre II - La structure de la messe, ses éléments et ses parties

#### Les divers éléments de la messe
Les éléments qui composent la messe sont :
- La lecture et l’explication de la parole de Dieu[20].
- Les oraisons et les autres parties qui reviennent au prêtre[21] (notamment la Prière Eucharistique, sommet de la célébration[22]). Certaines oraisons sont prononcées à voix haute[23], d'autres à voix basse[24]).
- Les autres formules[25] (dialogues entre le prêtre et l'assemblée, acclamations, hymnes...).
- Le chant, dont l'usage est encouragé[26]. Le chant grégorien doit occuper la première place, les autres genres de musique sacrée, et surtout la polyphonie, n'étant pas exclues, pourvu qu’ils s’accordent avec l’esprit de l’action liturgique et qu’ils favorisent la participation de tous les fidèles[27].
- Les gestes et les attitudes du corps. Ils doivent donner une belle et noble simplicité à la célébration, traduire la vraie signification de ses diverses parties, et favoriser la participation de tous. Ils sont un signe d'unité de la communauté et développent l’esprit et la sensibilité des participants. C'est pourquoi il est recommandé de suivre les normes de la PGMR plutôt que ses goûts personnels et son propre jugement[28]. Les fidèles se tiennent debout depuis le début jusqu´à la fin de la prière d´ouverture, pendant le chant de l'alléluia et la proclamation de l'évangile, pendant la profession de foi et la prière universelle, et depuis l'invitation "prions ensemble" jusqu'à la consécration, et enfin pour le rite de conclusion. Ils sont assis pendant les lectures (hors évangile) et le psaume, pendant l'homélie, pendant la préparation des dons, et éventuellement pendant le temps d'action de grâce silencieuse après la communion. Ils sont à genou (à moins que l'état de santé ne l'empêche) pour la consécration. Là où cela est de coutume, il est bon de s'agenouiller à partir de la fin du sanctus, et entre l'agnus dei et la communion[29].
- Le silence. Pendant l'acte pénitentiel, il permet de se recueillir. Après l'homélie, il permet de méditer. Après la communion, il permet la louange et la prière intérieure[29]. Il est également bon de garder le silence dans l'église avant le début de la célébration.

#### Les différentes parties de la messe
La messe comporte deux parties: la liturgie de la Parole et la liturgie eucharistique. Ces deux parties sont encadrées par des rites initiaux et des rites de conclusion.
Les rites initiaux ont pour but de disposer les fidèles à bien entendre la parole de Dieu et à célébrer dignement l'eucharistie:
- Le chant d'entrée introduit l'esprit des fidèles dans la liturgie. On peut chanter (ou réciter) l'antienne avec son psaume présente dans le Graduel romain, ou un autre chant approuvé par la Conférence des évêques[32].
- La salutation à l'autel et au peuple rassemblé[33].
- L'acte pénitentiel. Après un bref instant de silence, toute la communauté prononce une formule de confession générale que le prêtre conclut par une absolution (qui n’a pas toutefois l’efficacité du sacrement de pénitence)[34].
- Le Kyrie eleison, par lequel les fidèles acclament le Seigneur et implorent sa miséricorde. Il peut être inséré à l'acte pénitentiel[35].
- Le Gloria, par laquelle l'Église, rassemblée dans l´Esprit Saint, glorifie Dieu le Père ainsi que le Fils qu’elle supplie. On ne peut jamais remplacer le texte de cette hymne par un autre[36].
- La prière d´ouverture (collecte). Le prêtre invite le peuple à prier. Suit un instant de silence, pendant lequel les fidèles prennent conscience qu´ils sont en présence de Dieu, et mentionnent intérieurement leurs intentions de prière. Ensuite le prêtre prononce la prière d’ouverture, qui exprime le caractère de la célébration. Les fidèles répondent "Amen"[37].

La liturgie de la Parole constitue en la lecture de passages tirés de la Sainte Écriture expliqués ensuite par l'homélie et conclue par la profession de foi et la prière universelle. Les lectures sont ponctuées de temps de silence au cours desquels les fidèles accueillent dans leur cœur la parole de Dieu et y répondent par la prière. La proclamation de l'évangile constitue le sommet de la liturgie de la Parole, car par elle le Christ est présent et leur parle.
Au cours de la liturgie eucharistique, le sacrifice de la croix est rendu présent lorsque le prêtre fait les gestes et prononce les phrases que le Seigneur a lui-même fait et prononcé, et qu'il a transmis à ses disciples pour qu'ils fassent cela en mémoire de lui. La liturgie eucharistique se compose des étapes suivantes :
- La préparation des dons : les dons (le pain et le vin, qui deviendront le corps et le sang du Christ) sont apportés à l'autel[42], puis le prêtre se lave les mains (ce qui accompagne le désir de purification intérieure)[43].
- La prière sur les offrandes : elle prépare la prière eucharistique. Les fidèles sont invités à s'y unir[44].
- La Prière eucharistique : c'est le centre et le sommet de toute la célébration[45]. Elle se compose de l'action de grâce (par lequel le prêtre rend gloire à Dieu pour son œuvre de salut), du chant du sanctus (par lequel l'assemblée s'unit aux anges), de l'épiclèse (par laquelle l'Église représentée par l'assemblée implore la puissance de l'Esprit Saint pour que le pain et le vin deviennent le corps et le sang du Christ, et pour que la communion à ce corps et à ce sang profite au salut de ceux qui vont y participer), du récit de l'Institution et de la consécration (par laquelle le sacrifice de la croix est rendu présent), de l'anamnèse (par lequel l'Eglise représentée par l'assemblée fait mémoire du Christ, de sa passion, de sa résurrection et de son ascension), de l'offrande (au cours de laquelle la victime sans tache - à laquelle les fidèles sont invités à s'unir - est offerte au père), des intercessions (qui exprime que l'Eucharistie est célébrée en union avec toute l'Église et en faveur de ses membres vivants et morts), et de la doxologie finale (par laquelle gloire est rendue à Dieu)[46].
- La prière du Notre Père[47].
- Le rite de la paix : l’Église implore la paix et l´unité pour elle-même et toute la famille humaine[48].
- La fraction du pain : le prêtre rompt le pain (signifiant la communion des fidèles à l'unique pain de vie) et met dans le calice une parcelle de l'hostie (pour signifier le corps vivant et glorieux du Christ Jésus après la résurrection). La fraction du pain est accompagnée de l'invocation Agnus Dei (Agneau de Dieu)[49].
- La communion : le corps et le sang du Christ sont reçus par les fidèles qui y sont préparés[50]. Le prêtre et les fidèles s'y préparent par une prière silencieuse[51]. Après la communion, les fidèles prient en silence[52], jusqu'à la prière de communion prononcée par le prêtre[53].

Les rites de conclusion se composent des annonces, de la bénédiction du prêtre et de l'envoi (chacun est renvoyé à ses bonnes œuvres).

### Chapitre III - Les offices et les ministères de la messe
Ce chapitre détaille le rôle des ministres (évêque, prêtre, diacre), de l'assemblée et des ministères particuliers (acolyte, lecteur, chorale, cérémoniaire).

### Chapitre IV - Les diverses formes de célébration de la messe
Ce chapitre expose de manière détaillée :
- les actions des différents ministres (prêtre, diacre, acolyte, lecteur) dans les différents cas particuliers (messe concélébrée ou non, avec ou sans peuple, avec ou sans diacre...)[58].
- quelques règles générales comme la génuflexion (qui exprime l'adoration) devant le Saint-Sacrement (ou la Sainte croix le vendredi saint)[59], l'inclinaison de la tête lorsque sont nommés la trinité, Jésus, la Vierge Marie ou le saint du jour, l'inclinaison du corps devant l'autel et à certaines prières[60].
- les modalités de l'encensement[61].
- les modalités de la purification des doigts[62], des vases sacrés[63], et les dispositions en cas de chute de pain ou de vin consacré[64].
- les conditions et les modalités de la communion sous les deux espèces[65].

### Chapitre V - Aménagement et ornementation des églises pour la célébration de l'eucharistie
Ce chapitre détaille les principes d'aménagement des églises en général et à l'occasion des célébrations.

### Chapitre VI - Ce qui est requis pour célébrer la messe
Ce chapitre détaille tous les caractéristiques nécessaires des objets liés au culte (mobilier liturgique, vases sacrés, vêtements liturgiques).

### Chapitre VII - Choix de la messe et de ses différentes parties
Ce chapitre détaille les règles et principes qui doivent orienter le choix des parties variables de la messe (lectures, oraisons, prière eucharistique, chants).